# Кавагэбо

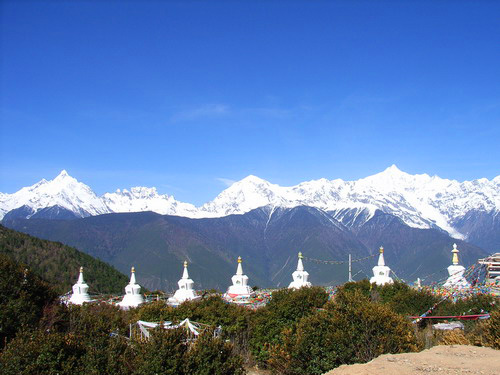
Вид на хребет Мэйлисюэшань с другой стороны Меконга с автодороги Годао 214

Кавагарбо (тиб. ཁ་བ་དཀར་པོ།, тиб. пиньинь: Kawagarbo), Кавагэбо (кит. 卡瓦格博) — самая высокая гора в китайской провинции Юньнань. Находится на стыке Вэйси-Лисуского автономного уезда и уезда Дечен в Дечен-Тибетском автономном округе на границе с Тибетом, неподалёку от границы с Мьянмой (Бирмой).

## География
Кавагебо — высшая точка хребта Мэйлисюэшань («Снежные горы Мэйли», 梅里雪山), который является частью хребта Нушань Сино-Тибетских гор, охватывающих Тибетский автономный район, Юньнань, Сычуань и государство Мьянма. Мэйлисюэшань разделяет реки Салуин (Нуцзянь) и Меконг (Ланьцанцзян).
Хребет Мэйлисюэшань имеет более 20 горных вершин, постоянно покрытых снегом, шесть из которых выше 6000 м. Наиболее высокая часть хребта — на севере. Кавагебо расположена в центральной части хребта. Хребет разрезан долинами и имеет контрастный рельеф. Хребет подвержен влиянию муссонов, которые приводят к нестабильности снегов.
В тибетском буддизме Кха Карпо почитается как одна из самых святых гор. Эта гора отражает духа-защитника, который тут пребывал до появления буддизма. В год около 20 000 паломников совершают ритуальный обход (кору) горы Кавагебо.

## История восхождений
В 1987 первую неудачную попытку взойти на Кавагебо предприняла группа из японского альпинистского общества Дзёэцу. В 1990-91 группа из Академического общества альпинистов университета Киото совместно с китайскими альпинистами предприняла попытку подняться на гору. Ночная лавина привела к гибели 17 человек. В 1996 киотский клуб снова неудачно попытался штурмовать вершину.
Также неудачно гору пыталась штурмовать американская экспедиция во главе с Николасом Клинчем в 1988, 1989, 1992, 1993 годах. В 2001 году местное правительство приняло законы, запрещающие любые попытки восхождения в будущем по культурным и религиозным мотивам. Вершина не покорена.